# Worland
Worland város az USA Wyoming államában, Washakie megyében, melynek megyeszkhelye. Lakossága 5250 fő volt a 2000. évi népszámláláson.

## Népesség
A város népességének változása:
| Lakosok száma | 265  | 5487 | 4773 |
|               | 1910 | 2010 | 2020 |

## Földrajza
A Big Horn folyó partján fekszik. A város teljes területe 10,8 km².
| Hónap                                                             | Jan.  | Feb.  | Már.  | Ápr.  | Máj. | Jún. | Júl. | Aug. | Szep. | Okt.  | Nov.  | Dec.  | Év    |
| ----------------------------------------------------------------- | ----- | ----- | ----- | ----- | ---- | ---- | ---- | ---- | ----- | ----- | ----- | ----- | ----- |
| Rekord max. hőmérséklet (°C)                                      | 17,0  | 22,0  | 27,0  | 31,0  | 35,0 | 40,0 | 41,0 | 40,0 | 38,0  | 32,0  | 26,0  | 20,0  | 41,0  |
| Átlagos max. hőmérséklet (°C)                                     | −2,0  | 3,0   | 9,0   | 15,0  | 21,0 | 27,0 | 32,0 | 31,0 | 24,0  | 16,0  | 6,0   | 0,0   | 15,2  |
| Átlaghőmérséklet (°C)                                             | −9,0  | −4,0  | 2,0   | 7,0   | 13,0 | 18,0 | 22,0 | 21,0 | 14,0  | 7,0   | −1,0  | −7,0  | 7,0   |
| Átlagos min. hőmérséklet (°C)                                     | −16,0 | −12,0 | −5,0  | 0,0   | 5,0  | 10,0 | 12,0 | 11,0 | 4,0   | 0,0   | −8,0  | −14,0 | −1,0  |
| Rekord min. hőmérséklet (°C)                                      | −46,0 | −46,0 | −32,0 | −27,0 | −7,0 | −1,0 | 2,0  | −8,0 | −11,0 | −19,0 | −33,0 | −42,0 | −46,0 |
| Átl. csapadékmennyiség (mm)                                       | 6     | 4     | 10    | 21    | 41   | 29   | 17   | 14   | 22    | 19    | 9     | 6     | 198   |
| Forrás: http://cdo.ncdc.noaa.gov/climatenormals/clim81/WYnorm.pdf |       |       |       |       |      |      |      |      |       |       |       |       |       |